# ルートン・エアポート・パークウェイ駅
ルートン・エアポート・パークウェイ駅（Luton Airport Parkway railway station）は、イギリスのルートンにあるミッドランド本線の鉄道駅である。
なおルートン空港までは、新交通システムであるルートンDARTが当駅から発車している。

## 解説
駅名のルートン・エアポート・パークウェイは、駅の設置目的に由来する。第一に（駅の開業当時は）ルートン空港の最寄り駅として旅行客の利用を見込んだこと。第二に、パーク・アンド・ライドによるロンドンへの通勤客の利用を見込んだことである。このため駅周辺には駐車場とパークウェイ（高速道路M1号線から分岐して駅までを結ぶA1081号線）が設置された。
当駅にはテムズリンクとイースト・ミッドランド鉄道(英語版)が停車する。

## 歴史
詳しくは「ミッドランド鉄道」の「ロンドンへ」の項目を参照
ミッドランド鉄道はイギリス北部に長大な鉄道路線を保有していたが、ロンドンまで直通する線路は保有していなかった。そのためベッドフォード - ヒッチン（英語版）間に路線を建設し、そこから先はグレート・ノーザン鉄道に乗り入れることで、キングス・クロス駅までのルートを確保した。しかしグレート・ノーザン鉄道は自社の列車を優先して運行したため、ミッドランド鉄道のロンドン直通列車は遅延が目立った。グレート・ノーザン鉄道を介したハッチン経由にメリットを見いだせなかったミッドランド鉄道は、ルートン経由の新しいロンドンへの直通路線を建設することになった。
1868年10月1日、ミッドランド本線のベッドフォード - ロンドン間が開通した。ロンドン側はセント・パンクラス駅への新しい直通線として開通した。このときルートンにはルートン駅（英語版）、チルターン・グリーン駅（英語版）、ハーペンデン駅（英語版）があった。
1938年7月16日、ルートン市営空港は航空担当国務長官キングスリー・ウッドによって開港された。 第二次世界大戦中、この空港はイギリス空軍第264飛行隊の基地として機能したが、戦後は民間空港となった。1950年代から1960年代にかけて、パッケージ旅行市場の成長に伴って空港の利用者も増加した。その後、ロレイン・チェイスが出演し、この空港について触れた 1977年のカンパリの人気テレビ広告も後押しした。
当時、ルートン空港の最寄りの鉄道駅はルートン駅で、空港からは約3.2km（2マイル）離れていた。 ミッドランド本線はルートン空港の近くを通っていたが、空港の運営開始から60年間、専用の鉄道駅はなかった。 増加する旅客輸送をサポートするために、ルートン空港はルートンから空港ターミナルまで、シャトルバスを運行した。
1999年、ルートン・エアポート・パークウェイ駅が開業した。駅はルートン空港の西約1.6 km（1マイル）に位置し、空港は丘の上にあったため、シャトルバスが空港まで連絡していた。
2008年11月、テムズリンク・プログラムの一環として、12両編成の列車に対応するために、テムズリンクの路線で初めてプラットフォームが拡張された。

2019年10月から、オイスターカードを除く非接触決済がロンドン発着の列車に使用できるようになった。

## アクセス

### 鉄道

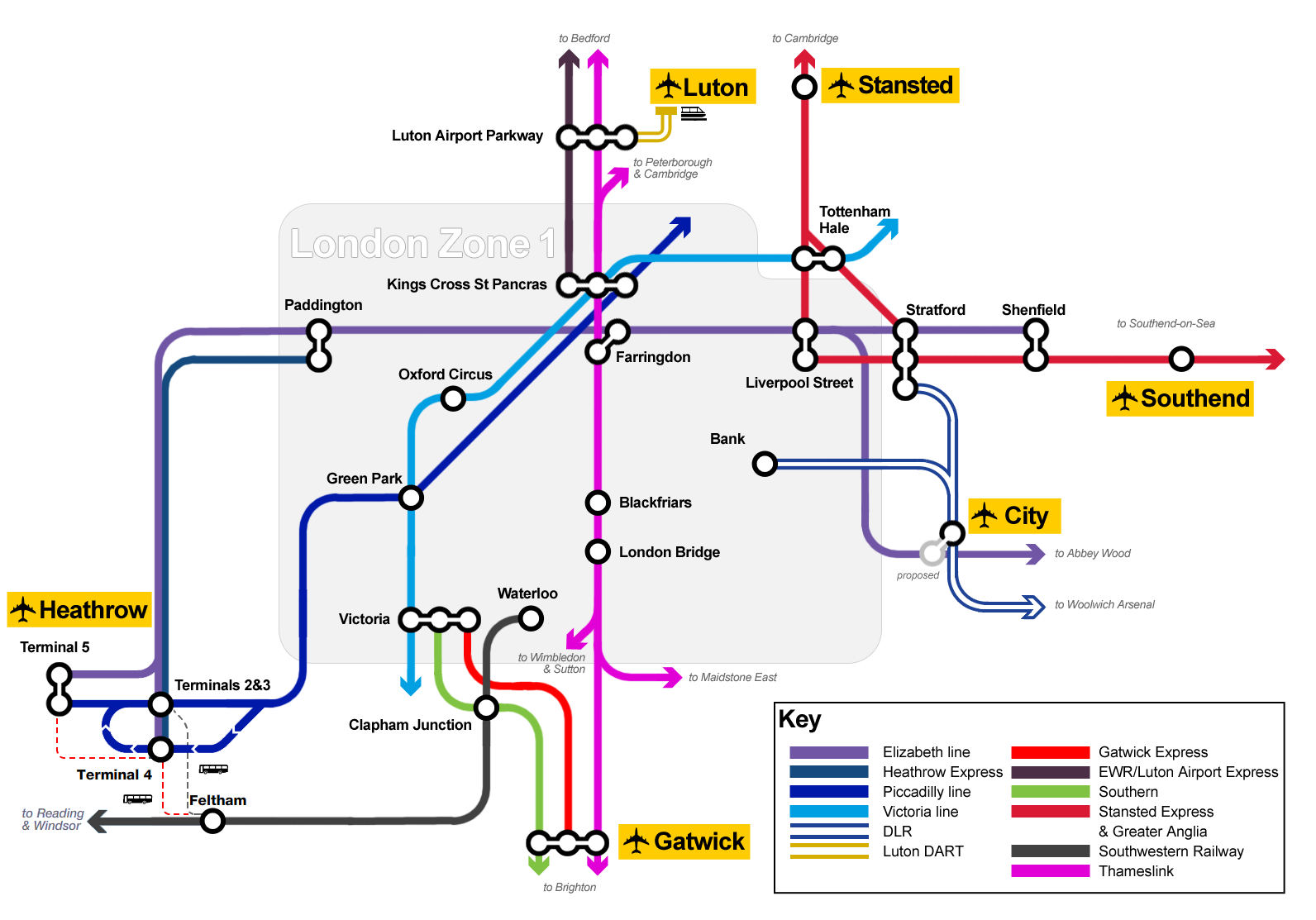
ロンドンとその近郊の空港をつなぐ鉄道ネットワーク

ミッドランド本線の駅で、北にルートン駅、南にハーペンデン駅がある。駅のホームは4面ある。駅構内には休憩室、電話、ATM、新聞販売店とカフェ、トイレがある。また、FastTicket Machine、改札口も設置されている。

### ルートンDART
詳しくは「ルートンDART」を参照

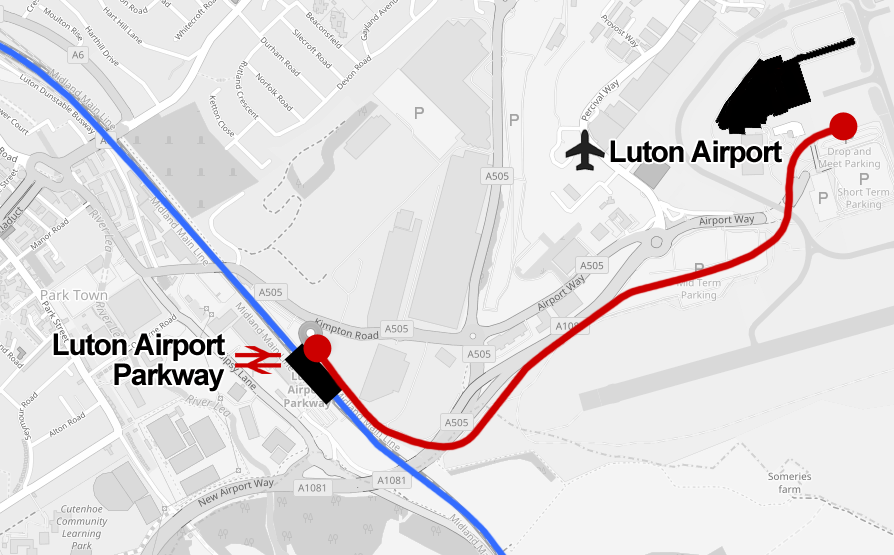
ルートンDARTの路線図

ルートンDARTはルートン空港へのアクセス路線として建設された新交通システムである。24時間営業で、空港との間を4分間で移動できる。高架駅であるため、エレベーター、エスカレーター、歩道橋を介してミッドランド本線と接続している 。

### バス

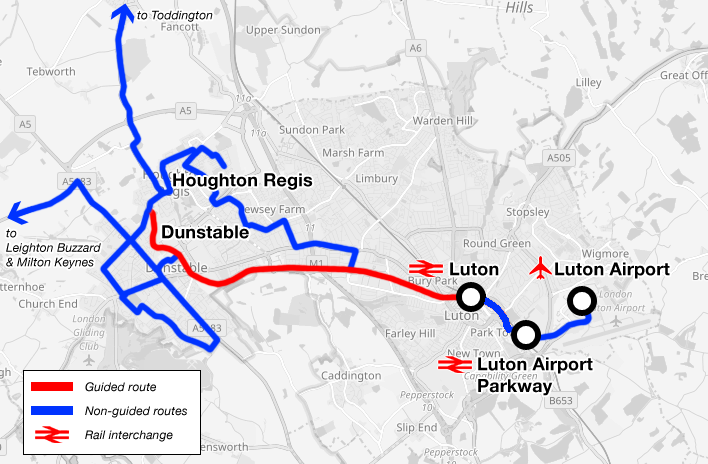
ルートンを走るガイドウェイバスの路線図

ルートン駅経由でダンスタブルとルートン空港間を走るルートAのバスが運行している。
2023年3月まで、空港ターミナルまでの専用空港シャトルバスが運行されていた。片道運賃は£2.40、往復運賃は£3.80であった。ただしルートン空港行きの切符にはこのバス料金が含まれていた。ルートンDARTの開通により、シャトルバスは廃止された。

## ギャラリー

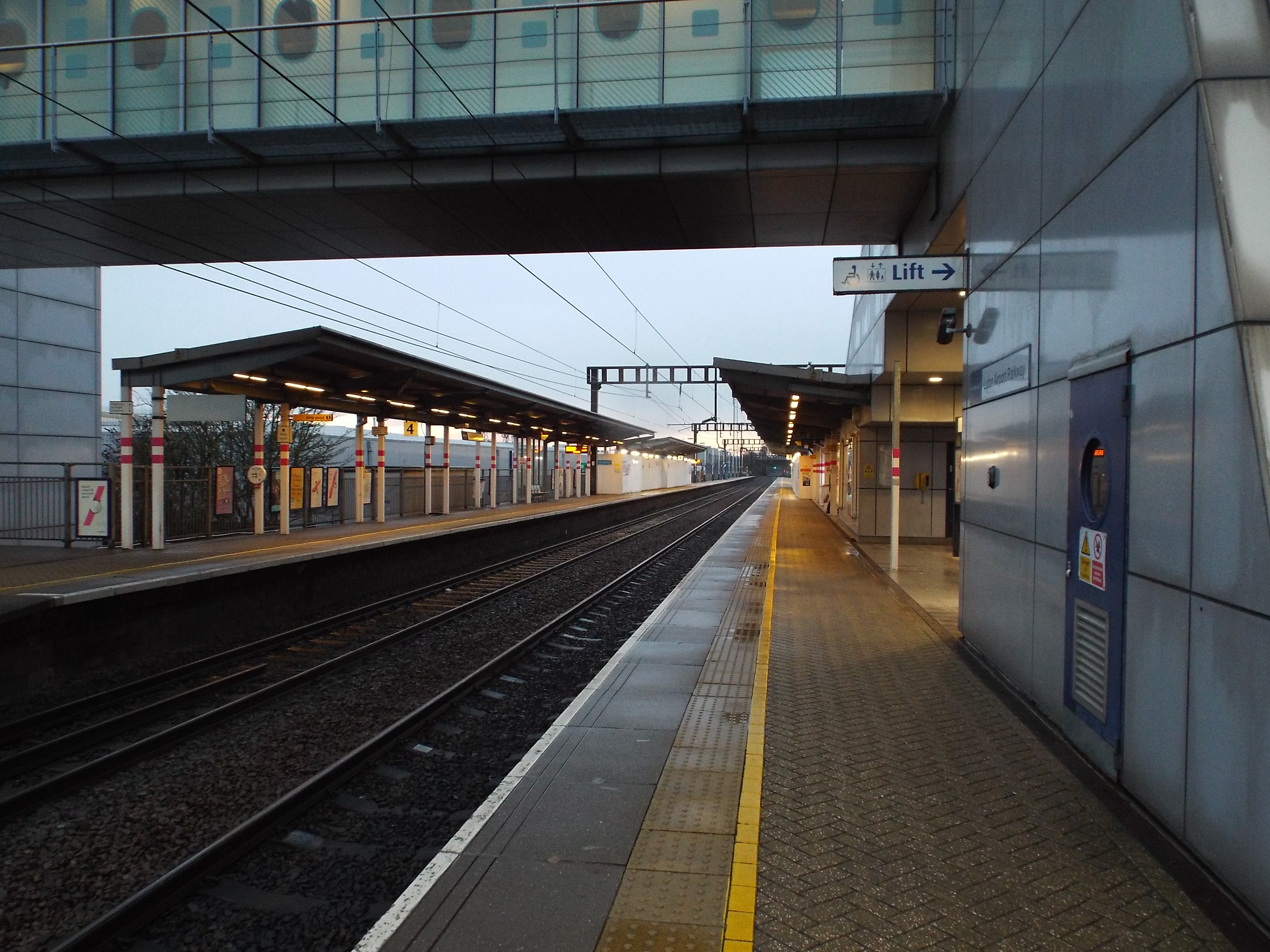
ミッドランド本線のホーム
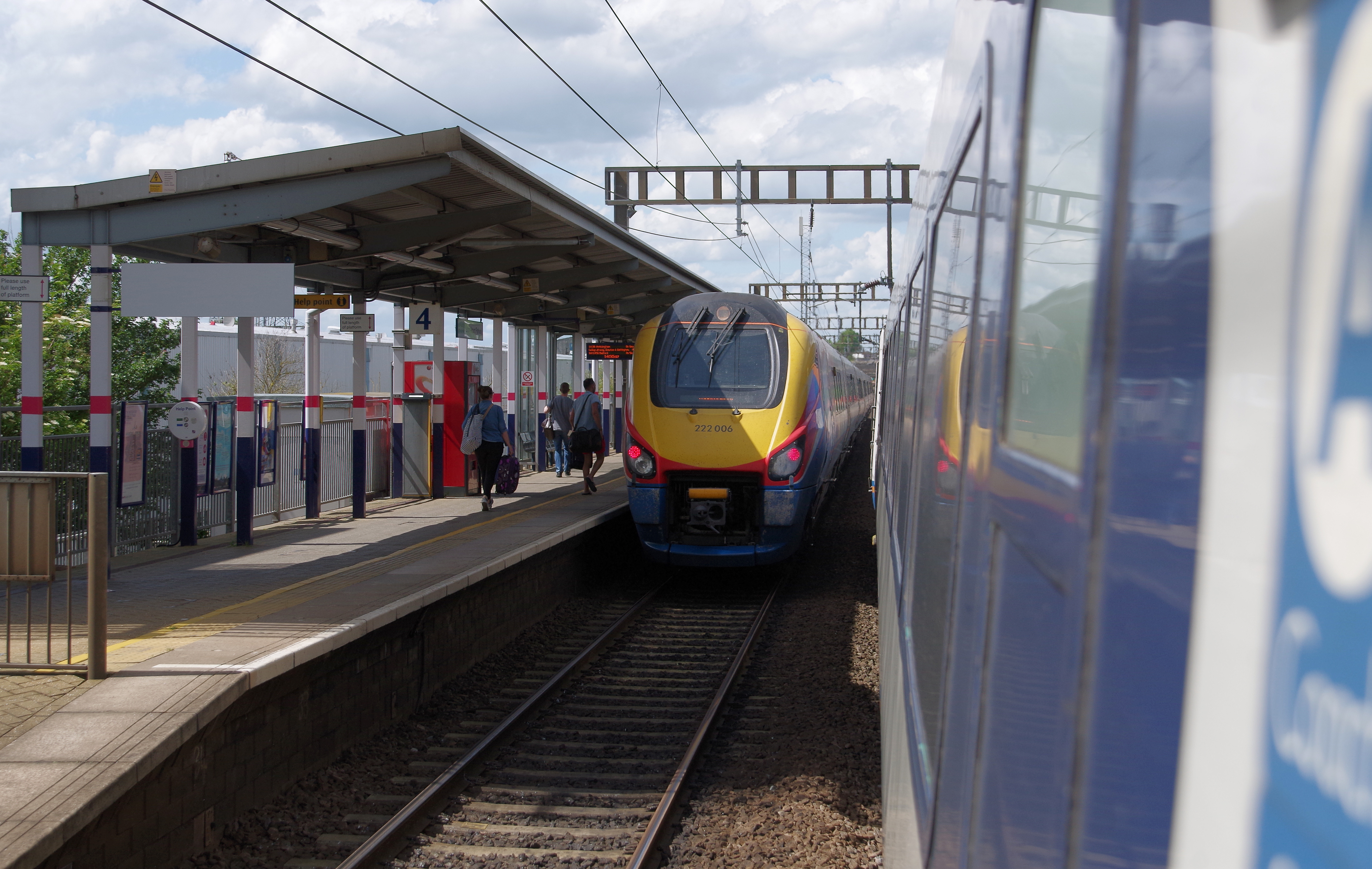
ミッドランド本線のホーム
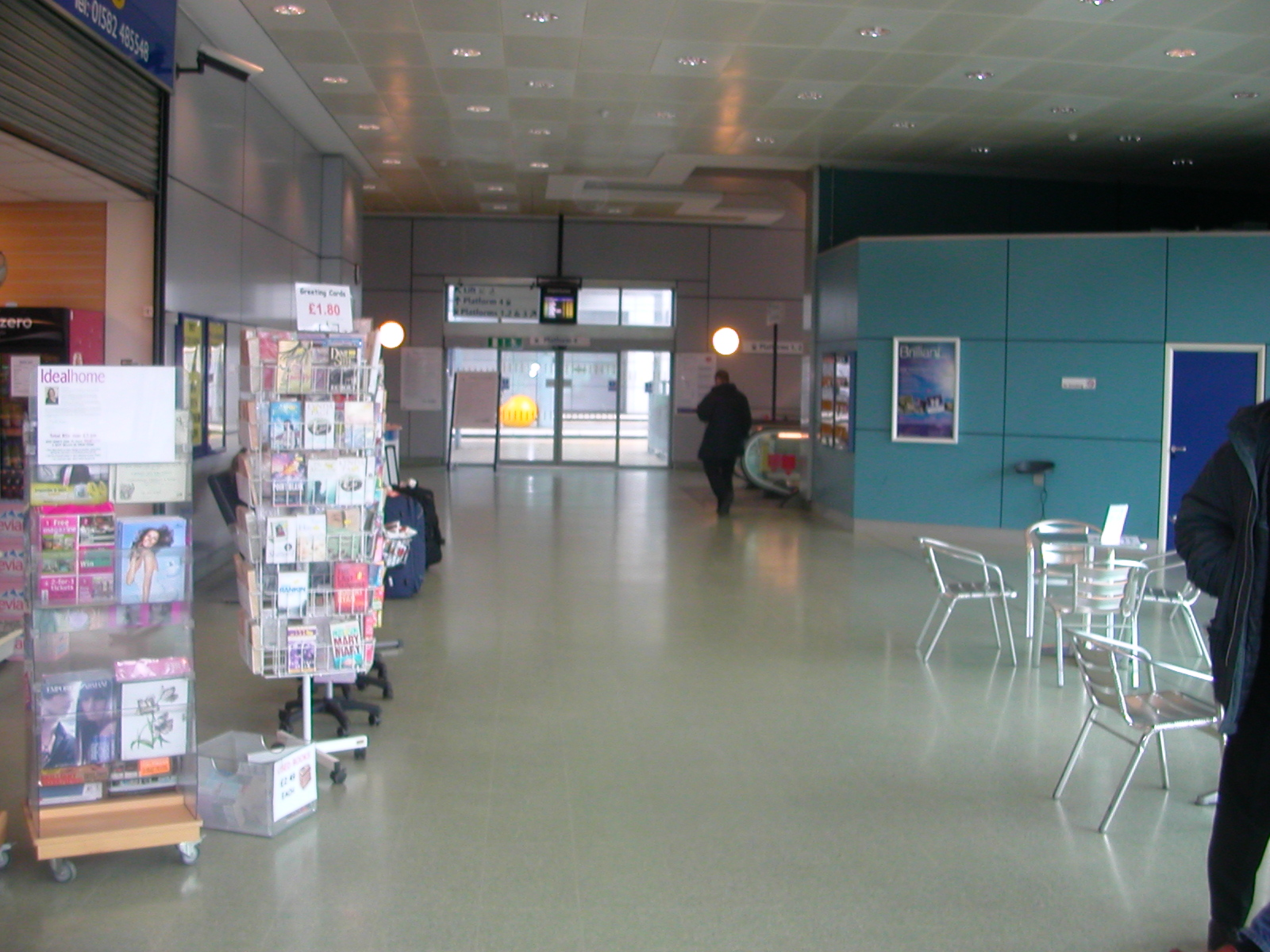
4番線ホームに隣接するコンコース
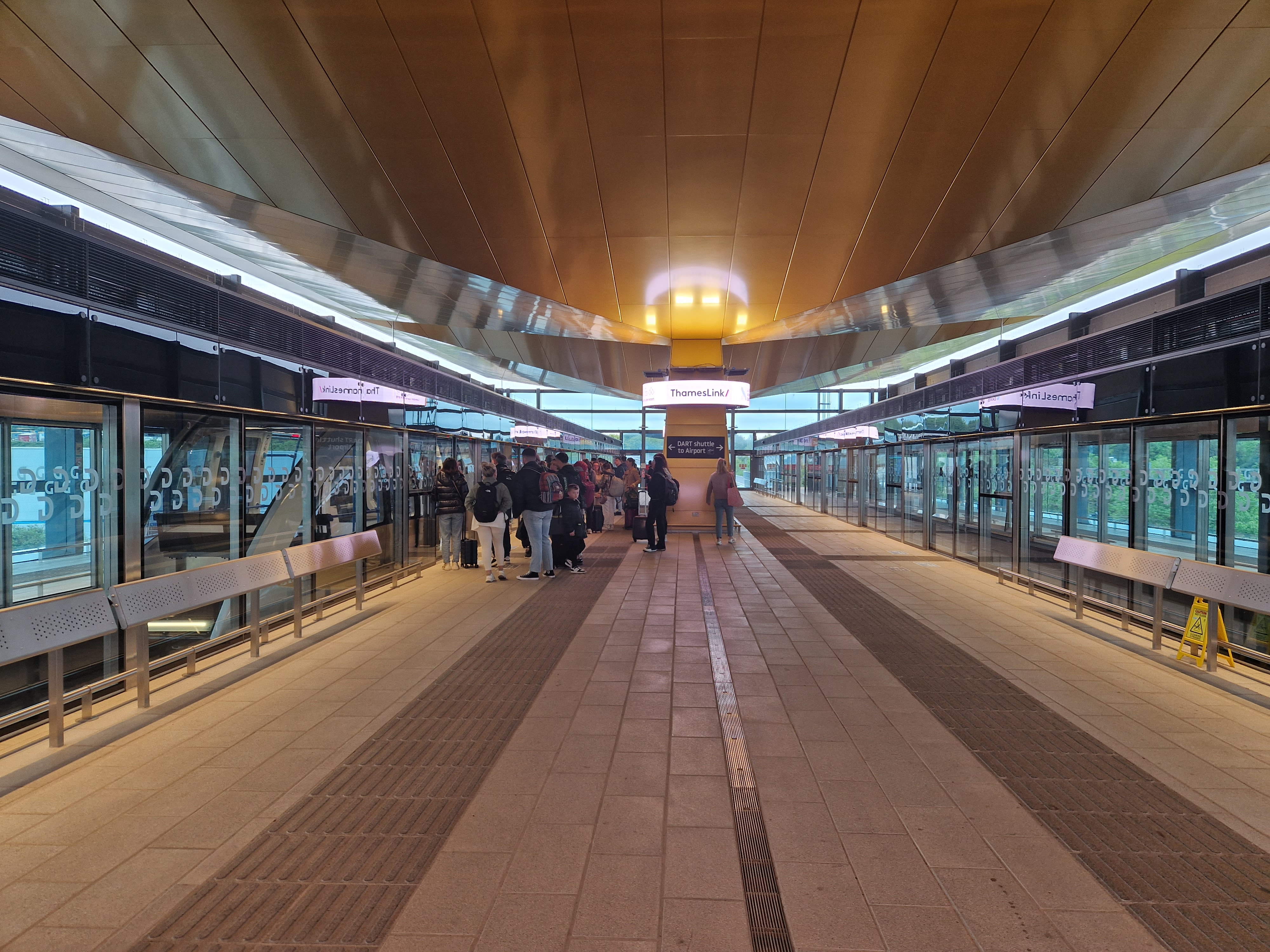
ルートンDARTのホーム
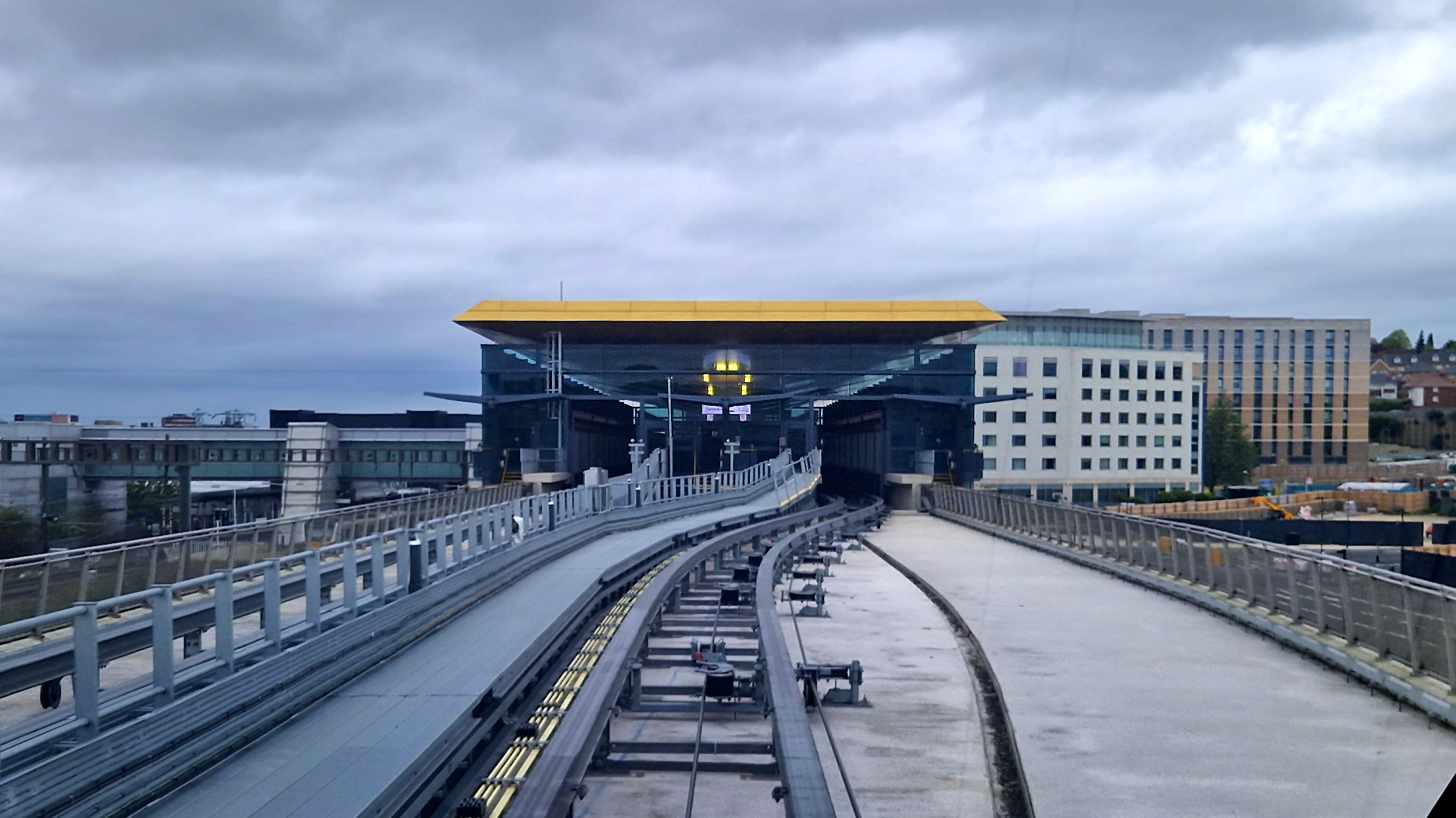
ルートンDARTの駅舎